# Dustin Tokarski
Dustin Michael Tokarski (* 16. September 1989 in Humboldt, Saskatchewan) ist ein kanadischer Eishockeytorwart, der seit Dezember 2024 bei den Carolina Hurricanes aus der National Hockey League (NHL) unter Vertrag steht und für deren Farmteam, die Chicago Wolves, in der American Hockey League (AHL) spielt. Zuvor war Tokarski bereits für die Tampa Bay Lightning, Canadiens de Montréal, Anaheim Ducks, Buffalo Sabres und Pittsburgh Penguins in der NHL aktiv.

## Karriere
Tokarski ist in Watson, Saskatchewan, aufgewachsen. Im Alter von 14 Jahren begann er seine Karriere bei den Prince Albert Mintos (Saskatchewan Midget AAA Hockey-Liga),  mit denen er in seiner ersten Saison (2005/06) den Telus Cup, bzw. die Canadian Midget National Championship, gewann. Ein Jahr später ging er zu den Spokane Chiefs in die Western Hockey League, für die er drei Spielzeiten lang aktiv war. Mit den Chiefs gewann er 2008 den Ed Chynoweth Cup und den Memorial Cup 2008.

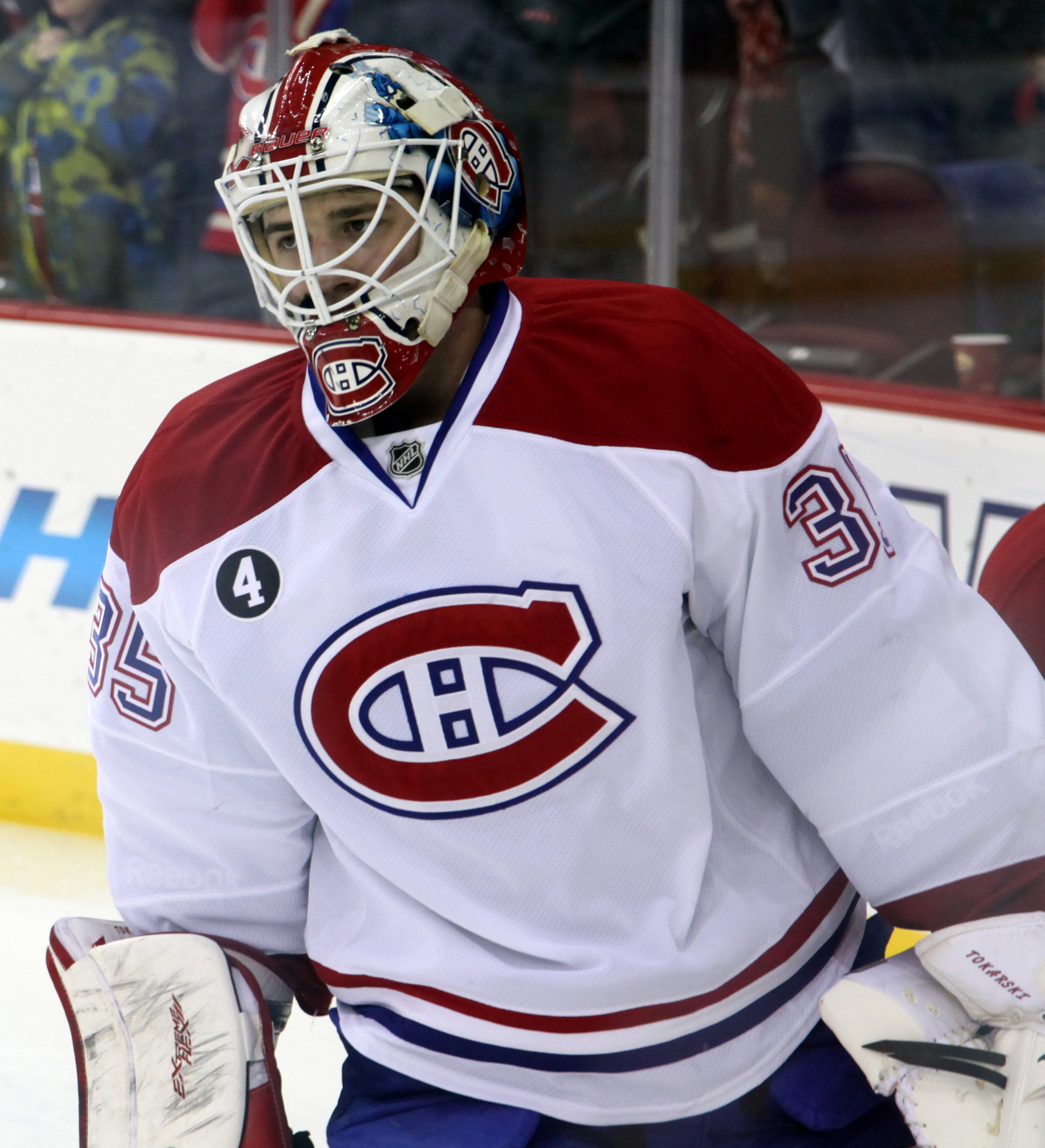
Dustin Tokarski im Trikot der Canadiens de Montréal (2015)

In der Saison 2009/10 war er Stammtorhüter der Norfolk Admirals in der American Hockey League und stand in 55 Spielen im Einsatz. Tokarski erreichte eine Fangquote von 91,5 Prozent. Sein NHL-Debüt gab er am 16. Januar 2010 gegen die Florida Panthers, als er zum letzten Drittel für den Finnen Antero Niittymäki eingewechselt wurde. Am 14. Februar 2013 wurde Tokarski im Austausch für Cédrick Desjardins zu den Canadiens de Montréal transferiert. Sein erster Einsatz für Montreal war am 5. März 2014 in einem Spiel gegen die Anaheim Ducks, das Montreal nach Penaltyschießen 4:3 gewann. Am 16. März gewann er seinen ersten Shutout mit 2:0 gegen die Buffalo Sabres. Am 19. Mai 2014 wurde angekündigt, dass er an Stelle des verletzten Carey Price in den Eastern Conference Finals gegen die New York Rangers spielen würde. Nachdem Tokarski die Saison 2014/15 komplett als zweiter Torhüter hinter Carey Price verbracht hatte und dabei auf 17 NHL-Einsätze gekommen war, verlor er diesen Platz während der Vorbereitung auf die Spielzeit 2015/16 an Mike Condon und wurde zurück zu den Bulldogs in die AHL geschickt.
Im Januar 2016 wurde Tokarski im Austausch gegen Max Friberg innerhalb der NHL zu den Anaheim Ducks transferiert. Bei den Canadiens war Tokarski nach der Verpflichtung von Ben Scrivens nur noch vierter Torhüter gewesen. Auch bei den Ducks kam Tokarski nahezu ausschließlich in der AHL bei den San Diego Gulls zum Einsatz und wurde schließlich im Oktober 2017 ohne weitere Gegenleistung an die Philadelphia Flyers abgegeben. Allerdings wurde wenig später der Wechsel von Leland Irving von den Lehigh Valley Phantoms zu den San Diego Gulls bekanntgegeben. Sein auslaufender Vertrag wurde nach der Saison 2017/18 nicht verlängert, sodass er sich als Free Agent den New York Rangers anschloss. Von deren Farmteam, dem Hartford Wolf Pack, wurde er im Februar 2019 innerhalb der AHL im Tausch für Josh Wesley an die Charlotte Checkers verliehen. Mit den Checkers gewann er am Saisonende den Calder Cup.
Zur Saison 2019/20 unterzeichnete Tokarski einen auf die AHL beschränkten Vertrag bei den Wilkes-Barre/Scranton Penguins. Im Folgejahr gelang ihm die Rückkehr in die NHL, indem er im November 2020 von den Buffalo Sabres verpflichtet wurde. Dort war er bis zum Sommer 2022 aktiv, ehe er als Free Agent von den Pittsburgh Penguins verpflichtet wurde. In gleicher Weise kehrte er im Juli 2023 für ein Jahr in die Organisation der Buffalo Sabres zurück. Anschließend blieb der Torwart bis Anfang November 2024 ohne Arbeitgeber, ehe er von den Chicago Wolves aus der AHL einen Probevertrag erhielt. Tokarskis Leistungen überzeugten schließlich deren NHL-Partnerklub Carolina Hurricanes, ihn im Dezember 2024 mit einem Zweiwegevertrag für den Rest der Spielzeit 2024/25 auszustatten.

### International
Tokarski vertrat sein Heimatland Kanada bei der U20-Junioren-Weltmeisterschaft 2009 in Kanada. Dort gewann er mit seiner Mannschaft die Goldmedaille.

## Erfolge und Auszeichnungen
| - 2006 Telus-Cup-Gewinn mit den Prince Albert Mintos - 2008 Ed-Chynoweth-Cup-Gewinn mit den Spokane Chiefs - 2008 Memorial-Cup-Gewinn mit den Spokane Chiefs - 2008 Stafford Smythe Memorial Trophy - 2008 Hap Emms Memorial Trophy | - 2008 Memorial Cup All-Star Team - 2009 WHL West Second All-Star Team - 2012 Calder-Cup-Gewinn mit den Norfolk Admirals - 2014 Teilnahme am AHL All-Star Classic - 2019 Calder-Cup-Gewinn mit den Charlotte Checkers |

### International
- 2009 Goldmedaille bei der U20-Junioren-Weltmeisterschaft

## Karrierestatistik
Stand: Ende der Saison 2024/25

### International
Vertrat Kanada bei:
- U20-Junioren-Weltmeisterschaft 2009

(Legende zur Torhüterstatistik: GP oder Sp = Spiele insgesamt; W oder S = Siege; L oder N = Niederlagen; T oder U oder OT = Unentschieden oder Overtime- bzw. Shootout-Niederlage; Min. = Minuten; SOG oder SaT = Schüsse aufs Tor; GA oder GT = Gegentore; SO = Shutouts; GAA oder GTS = Gegentorschnitt; Sv% oder SVS% = Fangquote; EN = Empty Net Goal; 1 Play-downs/Relegation; Kursiv: Statistik nicht vollständig)